# Арабатський заказник
Араба́тський зака́зник — природоохоронна територія національного значення, розташована на околицях села Кам'янське в Ленінському районі АР Крим. Створений згідно з Постановою Кабінету міністрів УРСР від 28 жовтня 1974 № 500. До складу заказника входить південна ділянка Арабатської стрілки та прилегла до неї частина Кримського півострова.

## Загальні відомості
Землекористувачем всієї території є СГЗ «Семисотка», розміщений у селі Семисотка. Остаточні межі Арабатського заказника мав встановити Республіканський комітет по земельних ресурсах АР Крим згідно з рішенням Ради Міністрів АР Крим від лютого 2013. У 2000-х роках постало питання розширення території заказнику до 2000 гектарів та створення заказнику «Арабатський степ» на всій території Арабатської стрілки з метою захисту її унікальної флори, ландшафту.
Площа заказника — 600 га, створений у 1974 році з метою захисту збереженої ділянки приморського солончакового степу. Заказник розміщений біля населених пунктів Кам'янське і Соляне. Терени відносяться до IV категорії захисту МСОП.

## Характеристика

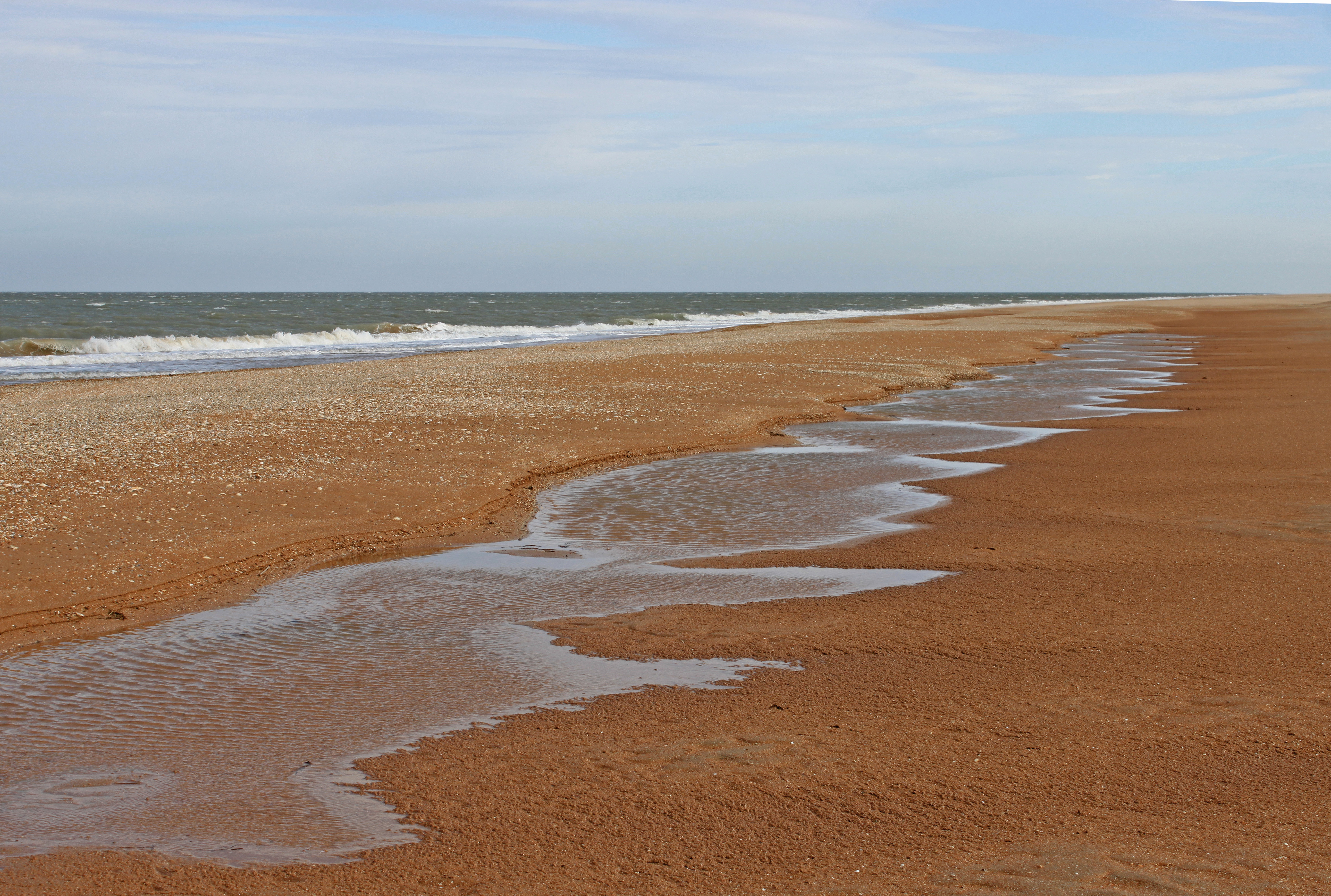
Узбережжя Арабатської стрілки в межах заказника

Біля Кримського півострова Арабатська стрілка являє собою піщано-черепашкову косу висотою 0–5 м й завширшки від 270 м, що відділяє Азовське море від затоки Сиваш. Заказник охоплює крайню територію суходолу у південній частині Арабатської стрілки, що прилягає до південно-східної акваторії Сивашу. По східній частині коси прокладена дорога. Ці терени помережені численними заводненими впадинами, ямами. Місцевості в основі Арабатської стрілки притаманна цілинна солончакова приморсько-степова рослинність, яка розвивається на гідроморфних солончакових ґрунтах. На обмеженій території зберігся природний рослинно-тваринний біоценоз. Навесні на цій ділянці розквітають тюльпани. Та заказник був створений для захисту найбільш поширених рослин солончакових місцевостей — кермеку Гмеліна, сарсазану (Halocnemum), солонця європейського. Сарсазан і солонець здатні рости на надзвичайно засолених ґрунтах, мокрих солончаках, які притаманні узбережжю Сиваша. Особливого захисту потребує кермек, що неконтрольовано збирається продавцями квітів. На території заказника зрідка можна зустріти чебрець прибережний, занесений до Червоної книги України.